# Appenzell (ciudad)
Appenzell es una comuna y distrito suizo, capital del cantón de Appenzell Rodas Interiores.

## Geografía
La comuna-distrito de Appenzell se encuentra situada en los Prealpes appenzelleses, a 780 m s. n. m., a los pies del macizo del Säntis, el monte más alto de toda la cadena montañosa. Limita al norte con la comuna de Schlatt-Haslen, al noreste con Gais (AR), al este con Rüte, al sur con Schwende, y al oeste con Gonten.
El distrito incluye las localidades de Kau, Mendle, Mettlen, Rinkenbach y Sammelplatz, así como la localidad de Appenzell, la cual se halla esparcida en los distritos de Appenzell, Schwende y Rüte, aunque la mayor parte se encuentra en el distrito de Appenzell.

## Historia
En 1071 se menciona por primera vez el pueblo bajo el nombre de Abbacella. En 1223 se menciona como Abbatiscella, lo que significa "la celda del abad".
Como el pueblo está dividido en varios distritos, ya en el siglo XVI se formó la Feuerschaugemeinde para unir los servicios públicos, como los bomberos, el suministro de agua o la electricidad, en una institución común. 

## Turismo

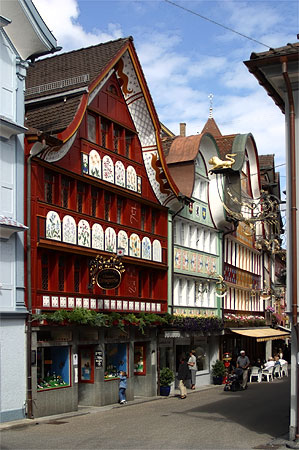
Centro de la localidad de Appenzell.

A pesar de ser un lugar remoto, el distrito está bien comunicado por ferrocarril y por carretera desde Gossau y San Galo. Es un centro turístico, gracias a la conservación del patrimonio arquitectónico que le da un aire pintoresco. Además, se pueden encontrar todo tipo de suvenires de los Alpes. Es un punto preferido para el comienzo de excursiones a la región de los Grisones y del lago de Constanza.
Appenzell es el centro turístico de Appenzellerland y el punto de partida para caminatas en la región de Alpstein desde el norte.
En las afueras de la ciudad se encuentra la fábrica de queso Appenzeller.